# Kỳ
Kỳ (tiếng Trung: 岐; bính âm: Qí) là một vương quốc vào thời Ngũ Đại Thập Quốc trong lịch sử Trung Quốc. Vương quốc vào thời kỳ đầu bao gồm các khu vực thuộc các tỉnh Cam Túc, Thiểm Tây, và Tứ Xuyên ngày nay, nhưng cuối cùng đã bị thu hẹp lại và chỉ còn vùng đất bao quanh kinh đô Phượng Tường tại Thiểm Tây.
Năm Quang Hóa thứ 4 (901) thời nhà Đường, thời loạn Hoàng Sào, tiết độ sứ Phượng Tường là Lý Mậu Trinh được Đường Chiêu Tông phong làm Kỳ vương. Năm Thiên Hữu thứ 4 (907), Chu Toàn Trung lật đổ nhà Đường, lập nên Hậu Lương. Lý Mậu Trinh vẫn dùng niên hiệu Thiên Hữu của Đường Ai Đế, đối kháng với Hậu Lương.
Người trị vì duy nhất của vương quốc là Lý Mậu Trinh, năm 924, sau khi Hậu Đường diệt Hậu Lương, ông hướng Hậu Đường xưng thần, được hoàng đế Hậu Đường phong làm Tần vương.
Sau khi Lý Mậu Trinh chết vào năm 924, con trai ông là Lý Tòng Nghiễm tiếp tục được cai quản Phượng Tường cho đến năm 926, khi bị Hoàng đế Trang Tông thay thế, mặc dù ông vẫn được nhậm chức tại Phượng Tường. Năm 946, Lý Tòng Nghiễm mất, con trai Lý Vĩnh Cát không còn được phong làm Kỳ vương.